# Kanton Saint-Gervais-les-Bains
Kanton Saint-Gervais-les-Bains is een voormalig kanton van het Franse departement Haute-Savoie. Kanton Saint-Gervais-les-Bains maakte deel uit van het Arrondissement Bonneville en telde 16.883 inwoners in 1999. Het werd opgeheven bij decreet van 13 februari 2014, met uitwerking op 22 maart 2015.

## Gemeenten
Het kanton Saint-Gervais-les-Bains omvatte de volgende gemeenten:
- Les Contamines-Montjoie
- Passy
- Saint-Gervais-les-Bains (hoofdplaats)